# Christopher Atkins

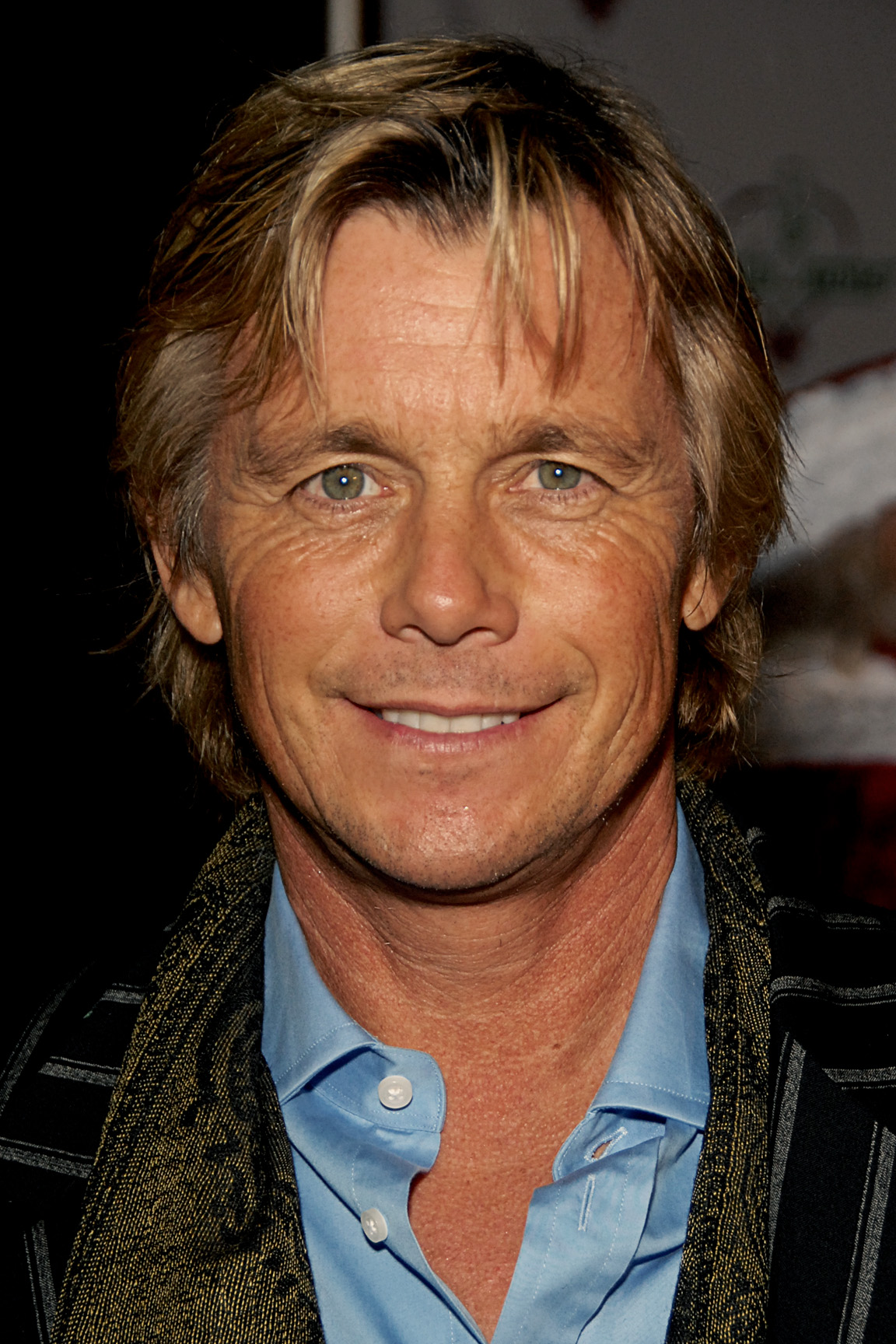
Christopher Atkins (2009)

Christopher Atkins (* 21. Februar 1961 in Rye, New York als Christopher Bomann) ist ein US-amerikanischer Schauspieler.

## Leben
Während er die High School besuchte, jobbte er als Rettungsschwimmer und Segellehrer, wo er, auf Druck eines Freundes, zum Vorsprechen für Die blaue Lagune ging. Er setzte sich gegen 4.000 Mitbewerber durch. Er hatte bis dahin kein Interesse und keinerlei Erfahrung im Schauspielbereich.
Atkins studierte an der Denison University in Ohio. Er debütierte mit 18 Jahren als Schauspieler im Film Die blaue Lagune (1980) in dem er neben Brooke Shields eine der Hauptrollen übernahm. Der Film, der ursprünglich „nur“ 750.000 Dollar kosten sollte, verschlang schließlich eine Summe von 4,5 Millionen Dollar. Weltweit wurden aber mehr als 58 Millionen Dollar wieder eingenommen. Die blaue Lagune ist ein klassisch-romantischer Liebes- und Abenteuerfilm. Atkins war in diesem Film in voller Nacktheit zu sehen, in einer Zeit, in der männliche Nacktheit in Filmen eher selten war. Die Rolle erlaubte ihm, sein Schwimmkönnen unter Beweis zu stellen, und er wurde zum Teenie-Idol der 80er Jahre. Nach dem Erfolg des Filmes wurde Atkins überall erkannt, aber auch geächtet. Für diese Rolle wurde er für den Golden Globe Award als Bester Nachwuchsdarsteller und den Young Artist Award nominiert. Darüber hinaus machte ihn dieser Film (durch für seine Zeit noch immer ziemlich freizügige Darstellung) in den 1980er Jahren zu einem der beliebtesten männlichen Stars in der homosexuellen Szene weltweit.
Im Filmdrama Ein Himmlischer Lümmel (1983) spielte er eine Hauptrolle neben Lesley Ann Warren, für diese Rolle erhielt er die Goldene Himbeere. Im selben Jahr war Atkins mehrere Folgen lang als Sue Ellens Liebhaber Peter Richards in der US-Fernsehserie Dallas zu sehen.
Für seine Rolle im Film Die große Herausforderung (1989), in dem er neben Roy Scheider spielte, erhielt er erneut die Goldene Himbeere. Weitere Hauptrollen erhielt er unter anderen im Fernsehfilm Ich liebe einen Frauenmörder (1990) und im Actionfilm Smoke n Lightnin (1995). Bis in die Gegenwart ist er regelmäßig in B-Filmen zu sehen.
Atkins war seit dem Jahr 1985 mit der Schauspielerin Lyn Barron verheiratet und hat zwei Kinder. Die Ehe wurde 2007 geschieden. Er besitzt das Unternehmen Rocky River Outdoor Products.

## Filmografie (Auswahl)

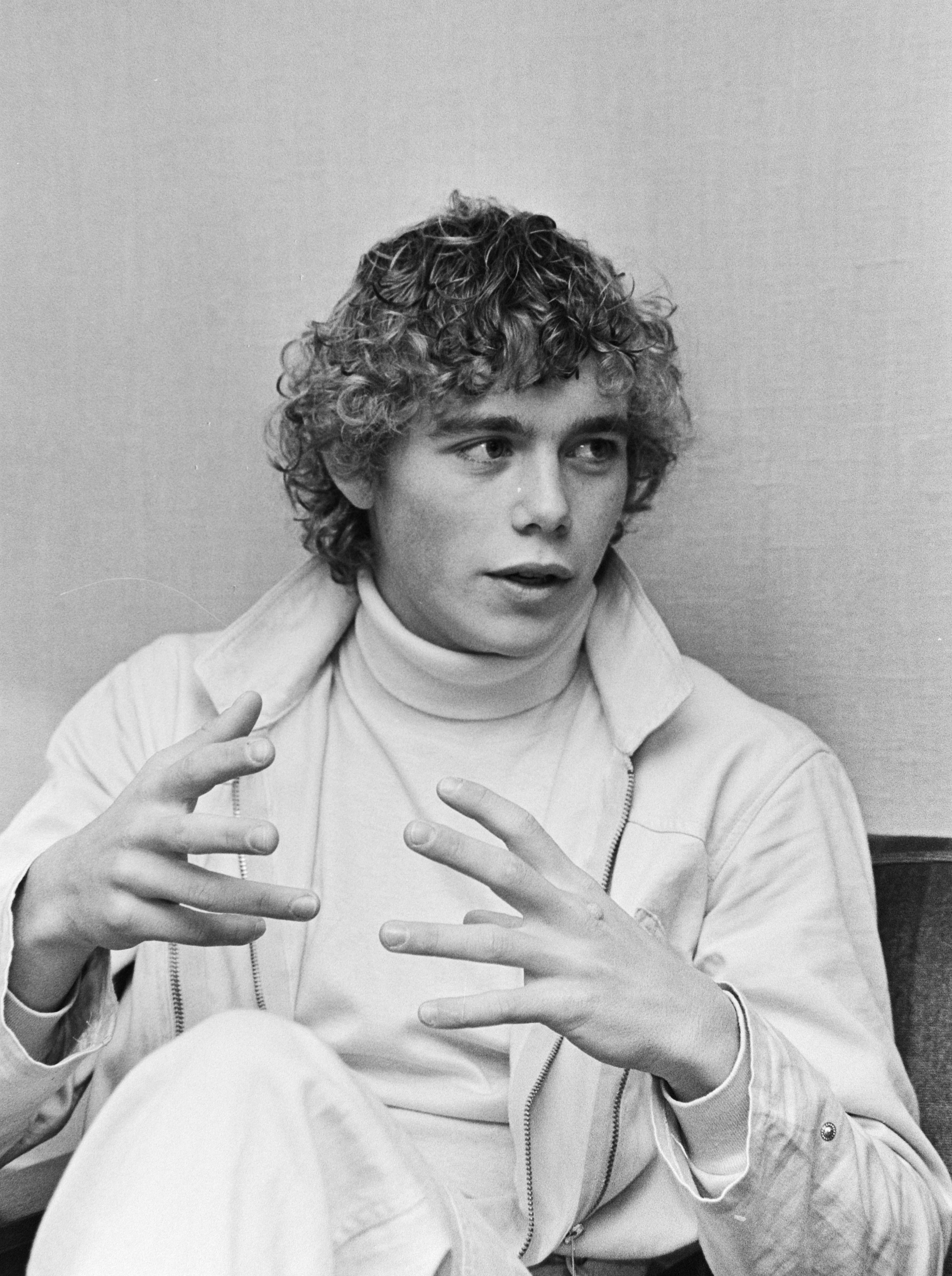
Christopher Atkins (1981)

- 1980: Die blaue Lagune (The Blue Lagoon)
- 1982: Pirate Movie
- 1983: Ein Himmlischer Lümmel (A Night in Heaven)
- 1983–1984: Dallas (Fernsehserie, 27 Folgen)
- 1987: Birds of Prey (El ataque de los pájaros)
- 1988: Bei uns liegen sie richtig (Mortuary Academy)
- 1989: Die große Herausforderung (Listen to Me)
- 1990: Shakma
- 1990: Tödlicher Charme (Fatal Charm)
- 1993: Die Watching
- 1993: Corman’s Dracula (Dracula Rising)
- 1994: Trigger Fast
- 1995: Smoke n Lightnin
- 1995: Shadowchaser 3 (Project Shadowchaser III)
- 1996: It’s My Party
- 1996: Verschollen in der weißen Hölle (Angel Flight Down)
- 1997: Schön und raffiniert (Mutual Needs)
- 1999: 127 Tage Todesangst (Lima: Breaking the Silence)
- 1999: Deadly Delusions
- 2000: Stageghost
- 2000: Eiskalte Lügen (Civility)
- 2002: Tequila Express
- 2002: The Employee of the Month
- 2002: 13th Child
- 2003: True Legends of the West
- 2003: Quigley
- 2003: The Librarians
- 2005: Spiritual Warriors
- 2006: Deep Threat - Die Höhle (Caved In: Prehistoric Terror)
- 2007: Spiritual Warriors
- 2008: 100 Million BC
- 2009:  Forget Me Not – Vergessen ist tödlich (Forget Me Not)
- 2011: Sarah & Harley – Eine Freundschaft für immer (Harley’s Hill)
- 2012: Blue Lagoon: Rettungslos verliebt (Blue Lagoon: The Awakening, Fernsehfilm)
- 2013: Amy
- 2013: Crazy Kind of Love
- 2014: CSI: Vegas (Fernsehserie, Folge Dead Rails)
- 2015: Sarah & Summer – Gemeinsam sind wir stark (A Horse for Summer)
- 2018: The City of Gold
- 2019: One Remains